# Báhony
Báhony (szlovákul: Báhoň) község Szlovákiában, a Pozsonyi kerületben, a Bazini járásban.

## Fekvése
Nagyszombattól 16 km-re délnyugatra található.

## Története
A község területén már a kőkorszakban is éltek emberek. A római korban, majd a Nagymorva Birodalom idején is település volt a helyén. A mai falut 1244-ben villa Bahun néven említik először. A pozsonyi váruradalomhoz tartozott. Később a Nyári, majd a Jeszenszky család volt a birtokosa, akik 1580-ban szerezték meg a falu nagyobb részét. Későbarokk kastélya a 18. században épült.
Vályi András szerint „BÁHONY. Tót falu Poson Vármegyében, birtokosai Gróf Brunczvik, és több Nemes Urak, lakosai katolikusok, az Uraságnak szép kastéljával ékesíttetik, fekszik Nagy Szombattol egy, és 1/4 mértföldnyire, Modortól pedig egy, és 1/4 mértföldnyire. Kies és termékeny határja van, ’s mind borral, mind búzával, és sok nyúlakkal is bővelkedik; levegője, ’s vize sokkal jobbak a’ szomszédbélieknél, első Osztálybéli.”
Fényes Elek szerint „Báhony, tót falu, Pozson vármegyében, Czifferhez 1/2 órányira: 496 kath., 2 evang., 65 zsidó lak., kath. paroch. templommal. Van jó földje, szőlőhegye, erdeje. F. u. Jezerniczky, s m. Ut. p. Nagyszombat.”
Pozsony vármegye monográfiája szerint „Báhony, a vágvölgyi vasútvonal mentén fekvő kisközség, 112 házzal és 742, tótajú, róm. katholikus vallású lakossal. Szintén ősrégi község, mely már 1244-ben villa Bahun néven szerepel. Királyi várföld volt, melyet Róbert Károly 1306-ban Bogár fia Márton mesternek újból adományoz. 1335-ben Báhony Pap János szerepel birtokosául, a ki a birtokot Elefánti Dezsőtől vette meg. 1306-ban egy másik Márton szerepel, a ki birtokát I. Károly királytól kapta adományban. 1513-ban Hideghéthi Gergelynek is volt itt részbirtoka. A 16. század elején különben a czifferi uradalomhoz tartozott és a Nyáryaké volt. Az 1553. évi portális összeírásban Nyáry Ferencznek 5 és Samaryay Tamásnak 2 portája adózott. 1787-ben az Esterházyaké. Később a Jezerniczky család lett az ura, a mely innen írja előnevét is. A község katholikus temploma 1721-ben épült. Van itt egy régi úrilak is, a Jezerniczkyek korából, mely ma Schwarcz Károly tulajdona. A községben van posta és vasúti állomás is, de a távírója Czifferen van.”
A trianoni békeszerződésig Pozsony vármegye Szenci járásához tartozott.

## Népessége
| Év:            | 1994. | 2004.   | 2014.   | 2024.   |
| -------------- | ----- | ------- | ------- | ------- |
| Emberek száma: | 1479  | 1615    | 1748    | 1812    |
| Eltérés:       |       | +9,19 % | +8,23 % | +3,66 % |

| Év:            | 2023. | 2024.   |
| -------------- | ----- | ------- |
| Emberek száma: | 1833  | 1812    |
| Eltérés:       |       | -1,14 % |

1880-ban 638 lakosából 553 szlovák és 14 magyar anyanyelvű volt.
1890-ben 648 lakosából 576 szlovák és 22 magyar anyanyelvű volt.
1900-ban 742 lakosából 670 szlovák és 29 magyar anyanyelvű volt.
1910-ben 765 lakosából 698 szlovák és 31 magyar anyanyelvű volt.
1921-ben 838 lakosából 827 csehszlovák és 5 magyar volt.
1930-ban 1124 lakosából 1082 csehszlovák és 3 magyar volt.
1991-ben 1440 lakosából 1415 szlovák és 16 magyar volt.
2001-ben 1591 lakosából 1542 szlovák és 14 magyar volt.
2011-ben 1704 lakosából 1573 szlovák és 8 magyar volt.

## Nevezetességei

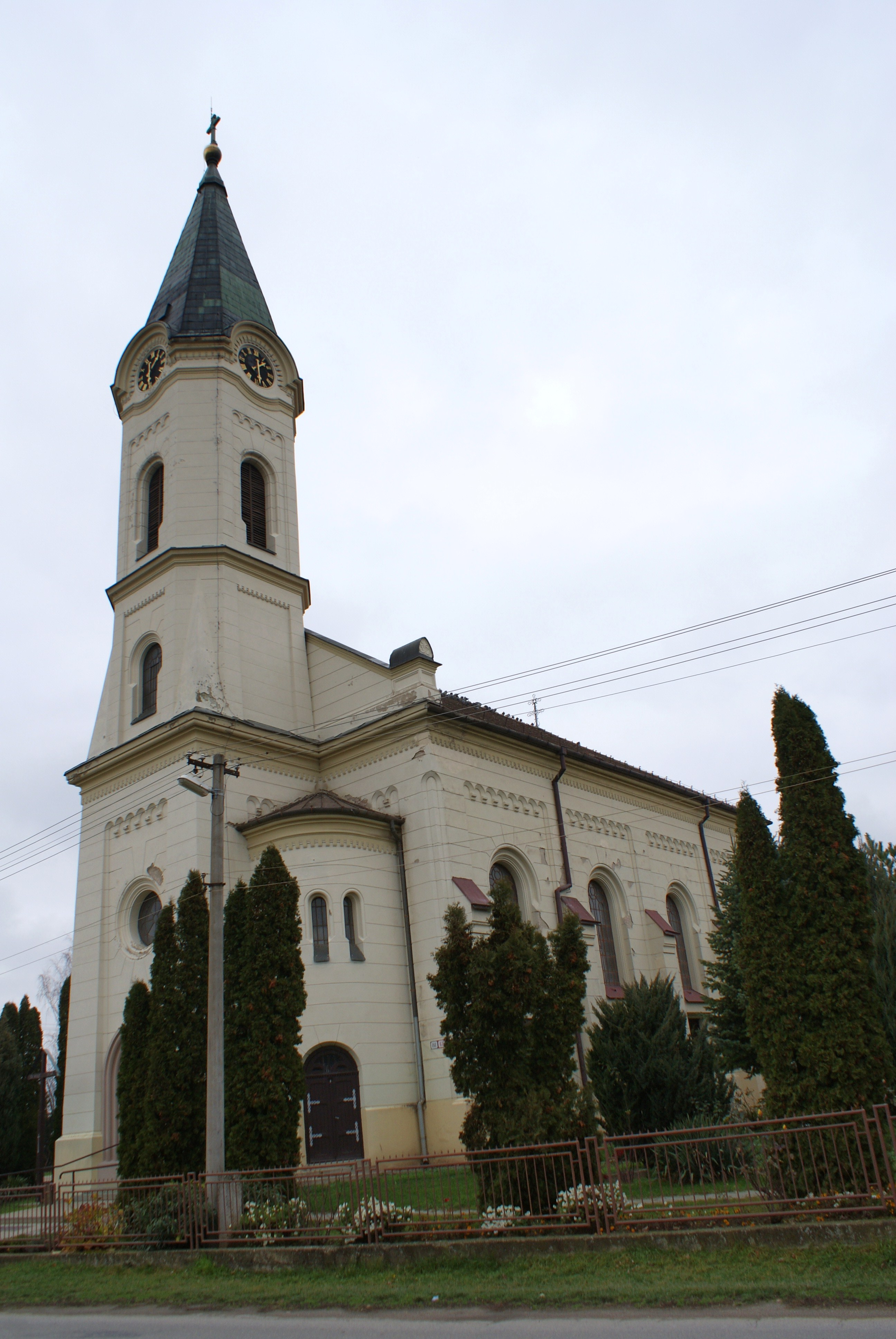
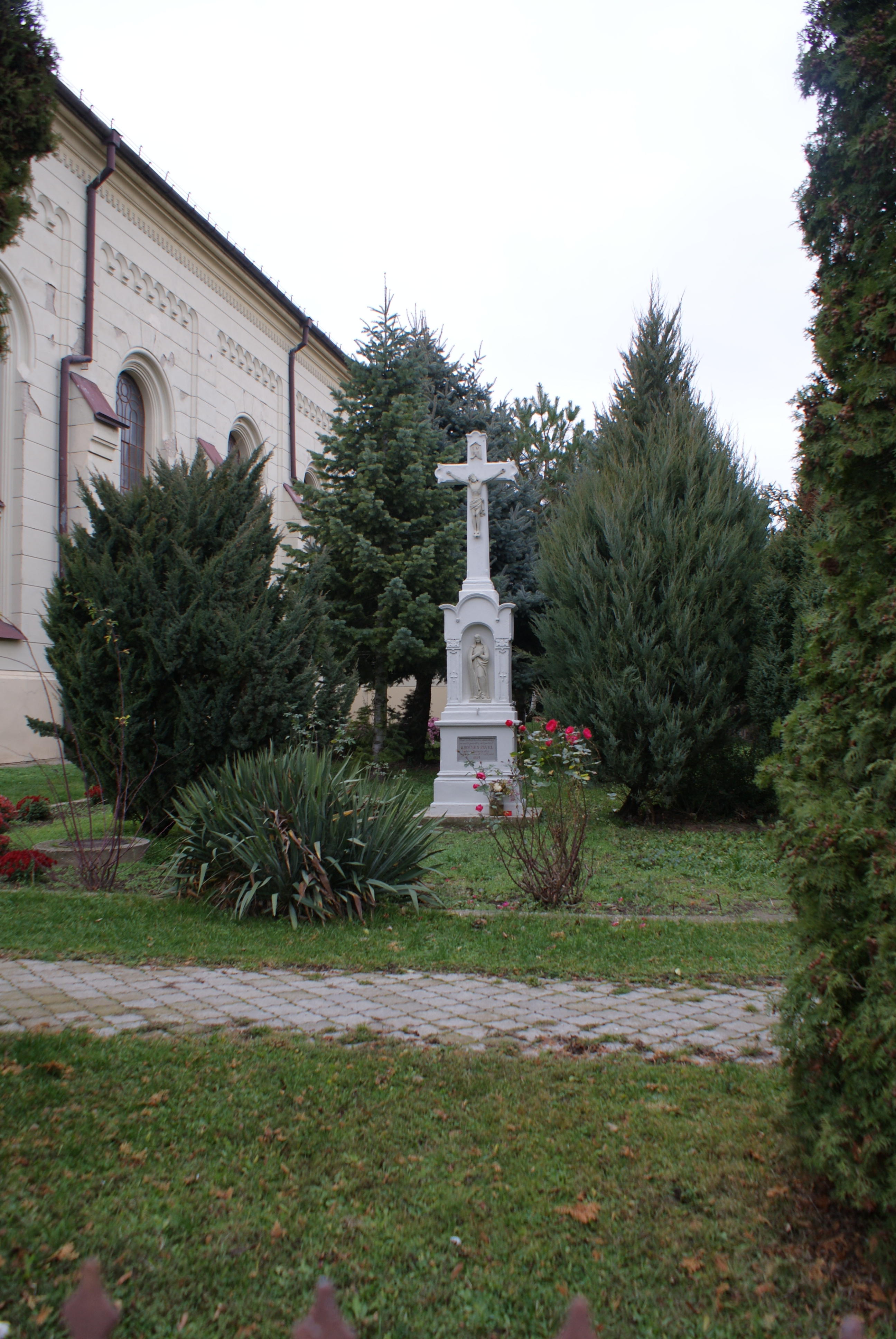
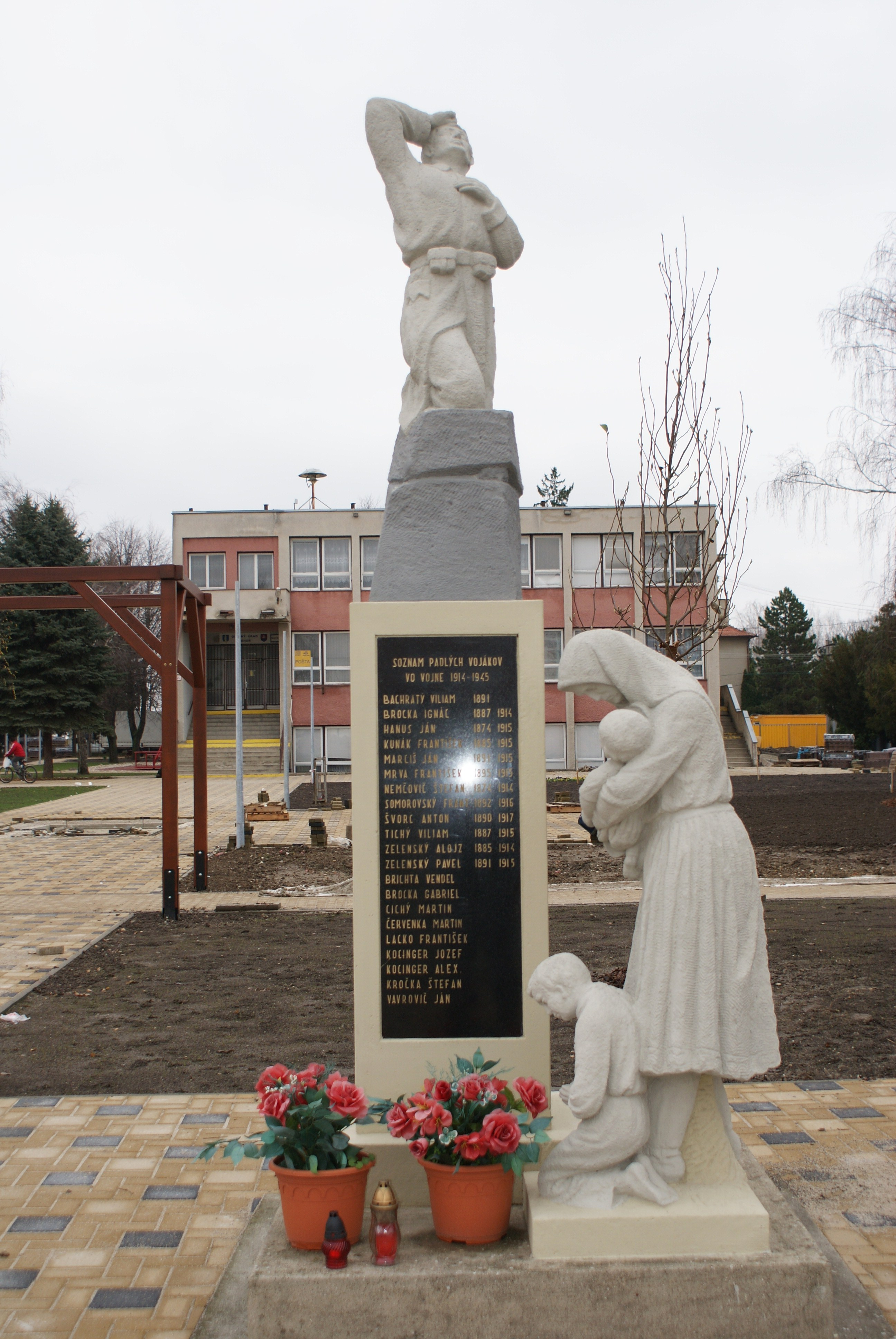

- Assisi Szent Ferenc tiszteletére szentelt római katolikus temploma 1921-ben épült.
- Későbarokk kastélyát 1759 és 1765 között a Jezeniczky család építtette.
- A község legrégibb kúriája 1580-ban épült, 1816-ban klasszicista stílusban építették át.